# Sowjet-Unterzögersdorf

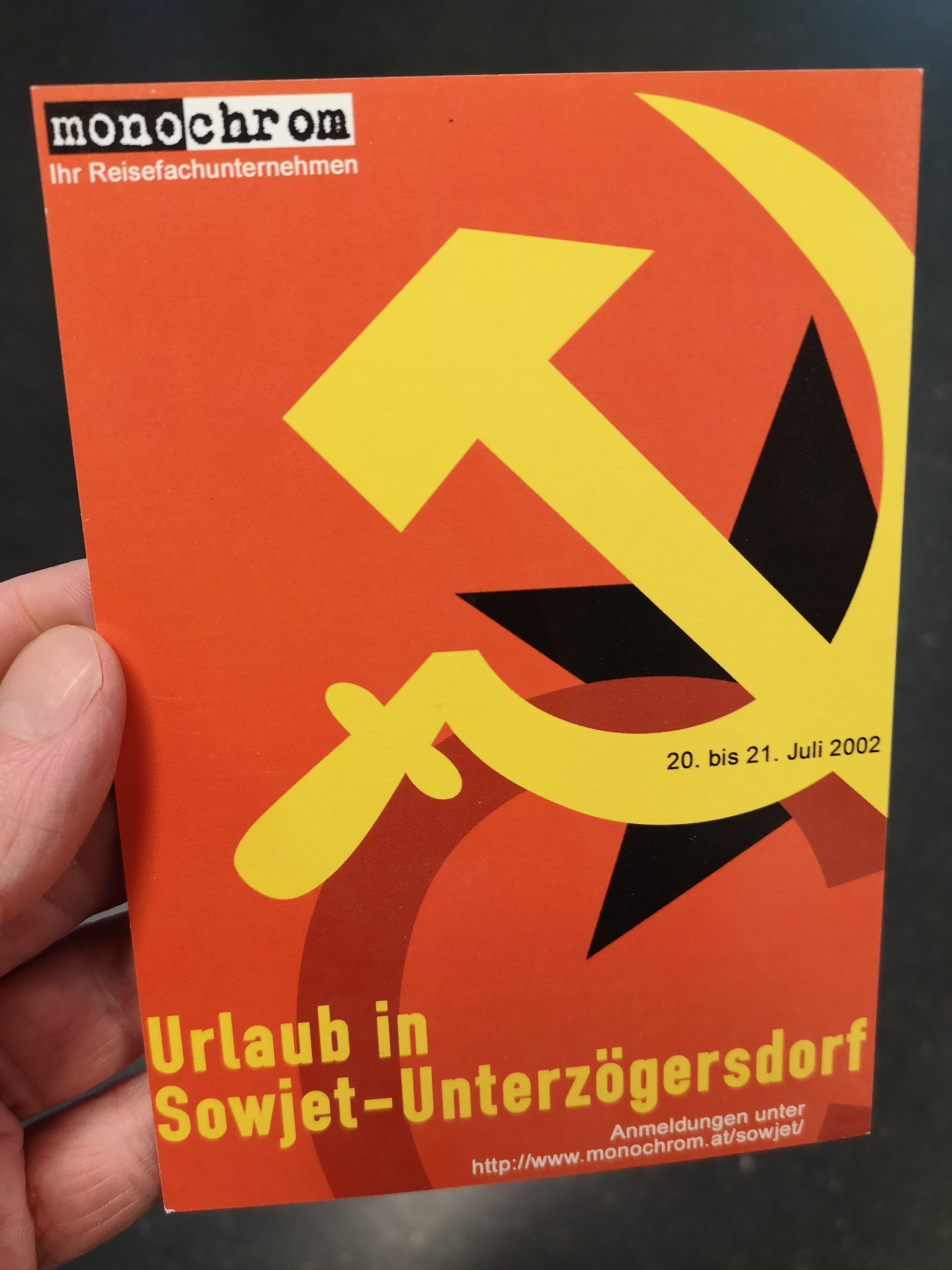
Flyer für „Urlaub in Sowjet-Unterzögersdorf“ (eine 2002 durchgeführte mehrtägige Performance)

Sowjet-Unterzögersdorf ist eine fiktive sowjetische Enklave im österreichischen Weinviertel, die von der Gruppe monochrom Ende der 1990er-Jahre entwickelt wurde und als Background für unterschiedliche künstlerische Projekte (z. B. Theaterstücke, Computerspiele, Interventionen, Filme) verwendet wird. Über die Jahre hat sich ein umfangreicher Werkkorpus und ein geschichtlicher Kanon des fiktiven Universums Sowjet-Unterzögersdorfs gebildet, der auch von Fans weiterentwickelt wird. Es zählt zu den bekanntesten Projekten der Gruppe.

## Projekte

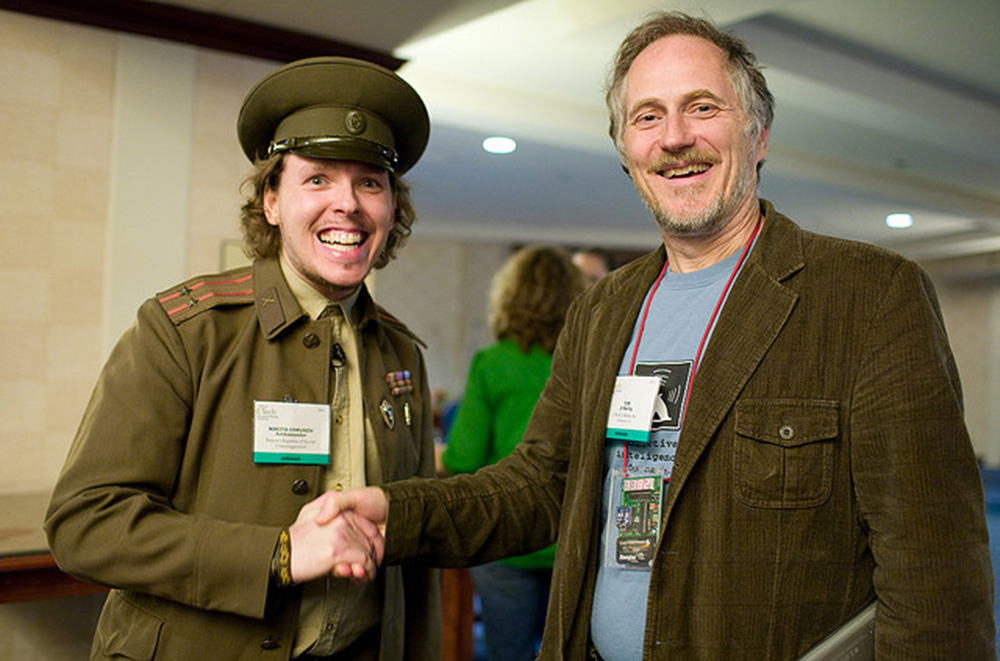
Johannes Grenzfurthner (als Nikita Perostek Chrusov) und Tim O’Reilly auf der O’Reilly Emerging Technology Conference, 2008

Sowjet-Unterzögersdorf wird erstmals im Jahre 1999 in einem Kurzfilm von monochrom erwähnt, der für den Wiener TV-Sender TIV gestaltet wurde.
Die erste größere Aktion wurde 2001 gestartet und war eine interaktive Theaterperformance, eine Art Live-Roleplaying im realen Ort Unterzögersdorf.
Es folgten Musiknummern (z. B. „Ich will Planwirtschaft“ im Rahmen des Protestsongcontests), zwei Adventure-Computerspiele, Filme und Videos, Theaterstücke und weltweite Interventionen durch „seine Exzellenz, Kommissar Nikita Perostek Chrusov, Botschafter der Konföderation Sowjet-Unterzögersdorf“. Die Figur wurde von Johannes Grenzfurthner porträtiert.

## Handlung
In der fiktiven Geschichtsschreibung wurde das Lager Sowjet-Unterzögersdorf im Jahre 1947 vom sowjetischen Militär Pawel Protin im Rahmen der sowjetischen Besatzung Ostösterreichs gegründet. Mit der Unterzeichnung des österreichischen Staatsvertrags im Jahre 1955 wurde das Lager nicht aufgelöst, da es logistische Probleme beim Abzug aus dem Dorf gab. Ein Zusatz wurde in den Staatsvertrag aufgenommen, der das Lager fortan als eigenständige Enklave der Sowjetunion definierte. Der Zerfall der Sowjetunion in den frühen 1990ern wirkte sich verheerend auf die wirtschaftliche Situation der Enklave aus. Sowjet-Unterzögersdorf unterhält keinerlei diplomatischen Beziehungen zu der sie umschließenden Republik Österreich oder zur, wie die Sowjet-Unterzögersdorfer sie bezeichnen, „Festung Europäische Union“. Dennoch porträtiert monochrom das Land nicht nur als reines Mangelsystem und Persiflage auf staatskommunistische Exzesse, sondern gestaltet viele Bereiche der Erzählung durchaus utopisch und inkorporiert an Steampunk, Atompunk und ähnliche Sci-Fi-Genres erinnernde Elemente.

## Sowjet-Unterzögersdorf Adventures

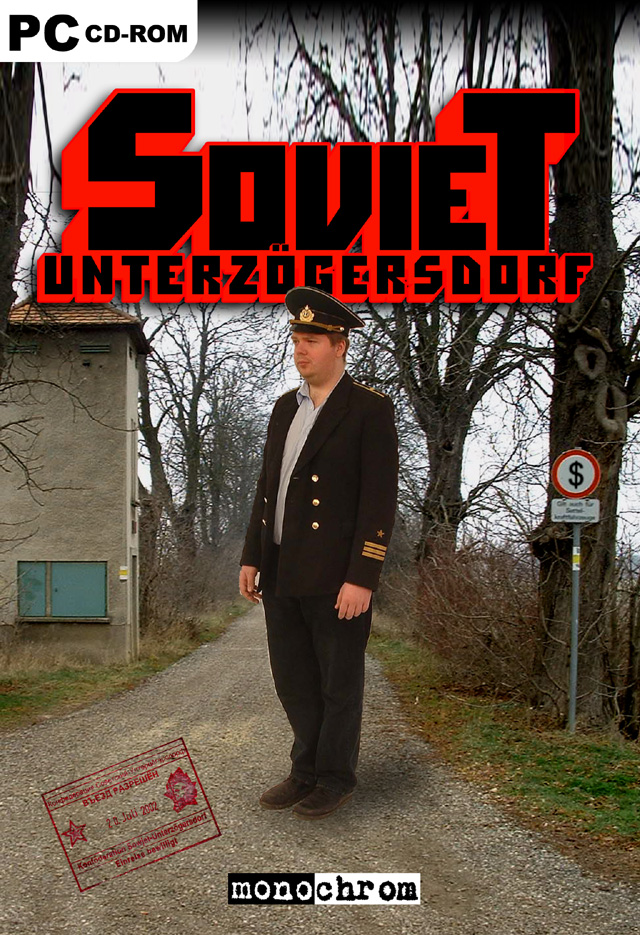
Sowjet-Unterzögersdorf Sector 1, Cover

### Sowjet-Unterzögersdorf, Sector 1
„Sector 1“ erschien 2005 für Windows, Mac OS und Linux. Das Spiel wurde mit der Adventure-Game-Studio-Plattform erstellt. Vom Spielprinzip her ein klassisches Point-and-Click-Adventure, sind Umgebung und Protagonisten abfotografiert und animiert, nur einzelne Spielelemente sind tatsächlich computergeneriert. Die Sprachausgabe ist russisch, Untertitel sind auf Deutsch und Englisch verfügbar.
Im ersten Teil des Sowjet-Unterzögersdorf-Adventures spielt man den von Harald Homolka-List verkörperten Generalsekretär Gomolka, welcher Verwüstungen in der Sowjetenklave beseitigen muss, die von US-Oberzögersdorfer Jugendlichen angerichtet wurden. Anschließend beschafft er sich die Mittel, um den von den Gegnern eroberten Tumulus (ein Hügel zwischen den beiden Ortsteilen) zurückzuerobern.
Zu Beginn des Spiels beseitigt man Müll, kompostiert die Überreste eines Hühnermassakers in einer Nuklearkompostierungsanlage und rettet ein letztes lebendes Huhn. Dieses kann in einer virtuellen Realität in Sicherheit gebracht werden, nachdem ein dieselbetriebener Computer (der „8-Bit Agrarspeicherdrive“) in Betrieb genommen wurde.
Nachdem man den obersten Sowjet vom Überfall berichtet hat, erhält man den Befehl zum Verbrennen der US-Flagge auf dem eroberten Tumulus. Nach Beschaffung der notwendigen Ressourcen kann ein Minensuchgerät konstruiert werden, mit dem man das Gelände vor dem Tumulus überwindet. Das Abbrennen der Flagge scheitert, da diese aus nichtentflammbaren Material hergestellt ist. Stattdessen brennt der komplette Tumulus-Hügel ab, Gomolka wird von US-Oberzögersdorfer Angreifern überwältigt und entführt. Damit endet das Spiel.

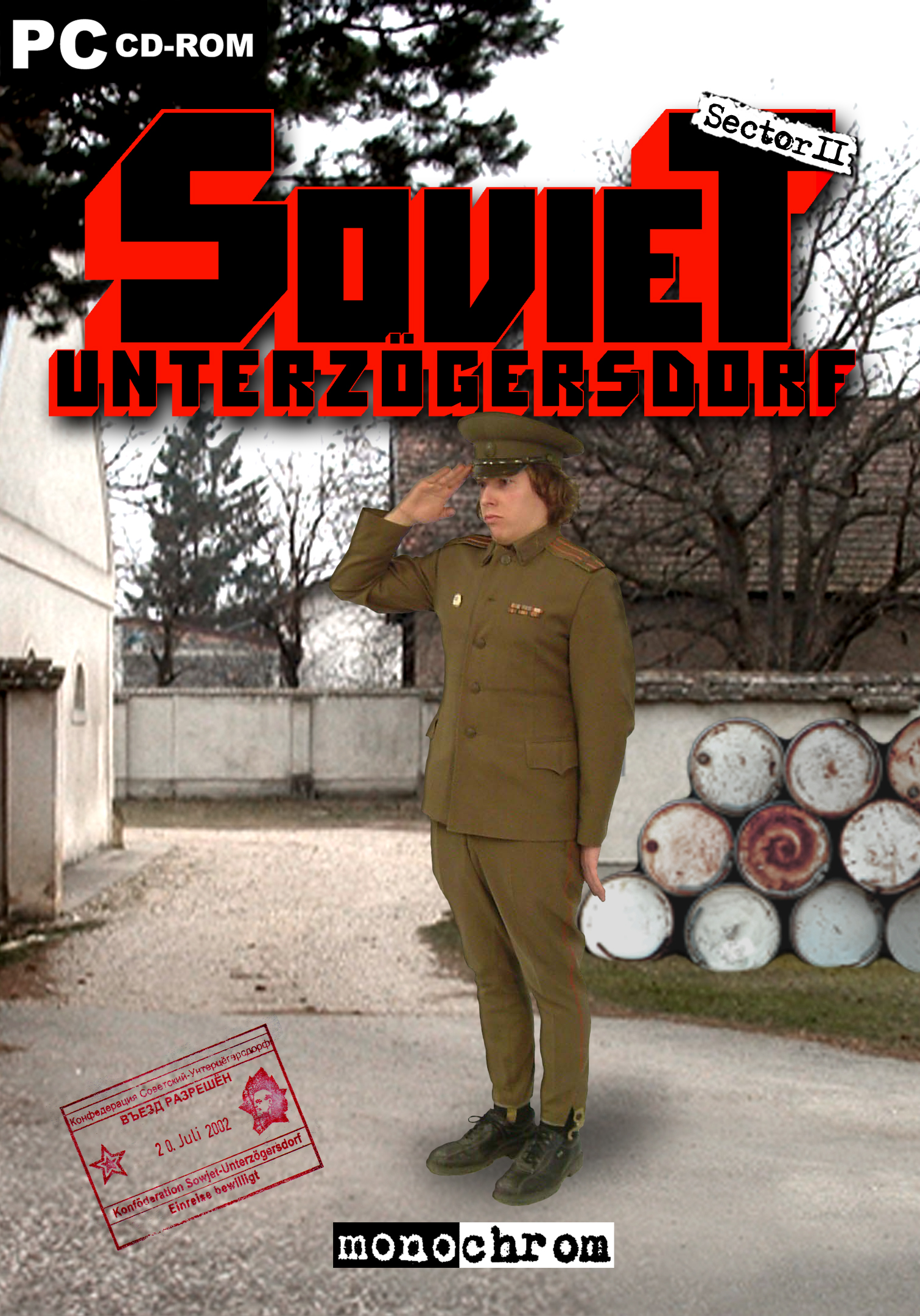
Sowjet-Unterzögersdorf Sektor 2, Cover

### Sowjet-Unterzögersdorf, Sector 2
Der zweite Teil der Adventure-Serie erschien 2009, ist deutlich länger und aufwändiger gestaltet. Die Plattform und das Erscheinungsbild mit abfotografierten Hintergründen und Protagonisten blieb gleich. Eine Vielzahl weiterer Akteure wurde in Gastrollen eingeführt, unter anderem Emanuel Goldstein, Cory Doctorow, Mitch Altman und Jello Biafra. Man spielt den von Johannes Grenzfurthner verkörperten Nikita Chrusov, der den Auftrag hat, den entführten Generalsekretär Gomolka aus der US-Oberzögersdorfer Gefangenschaft zu befreien.
Die im Teil 1 bereits präsenten Reminiszenzen an Systemgegensatz, Kalten Krieg und sowjetische Mangelwirtschaft sind im zweiten Teil deutlich stärker ausgeprägt: so sind zahlreiche Sowjetmonumente in die Umgebung integriert, stößt man auf einen Panzer und einen heimlich stationierten Atomsprengkopf namens „Liebevoller Klaps“.
Die Hauptaufgabe besteht in der Wiederinbetriebnahme des Ackerboots „Permafrost“, welches mithilfe eines Ackerverflüssigungsantriebs in der Lage ist, die Agrarsteppe vor US-Oberzögersdorf zu überwinden. Bewaffnet mit einer mit Katzenhaaren bestückten Kanone erreicht Chrusov nach Lösen zahlreicher Rätsel US-Oberzögersdorf und kann die durch Katzenhaarallergie geschwächten Oberzögersdorfer mit seiner Propaganda besiegen.
Nachdem man den gefangenen Gomolka befreien und mit einem Heißluftballon fliehen konnte, endet das Spiel mit einer unbeabsichtigten Landung in Treibsand, dem erneuten Angriff der Oberzögersdorfer und einem Cliffhanger.

## Hintergrund

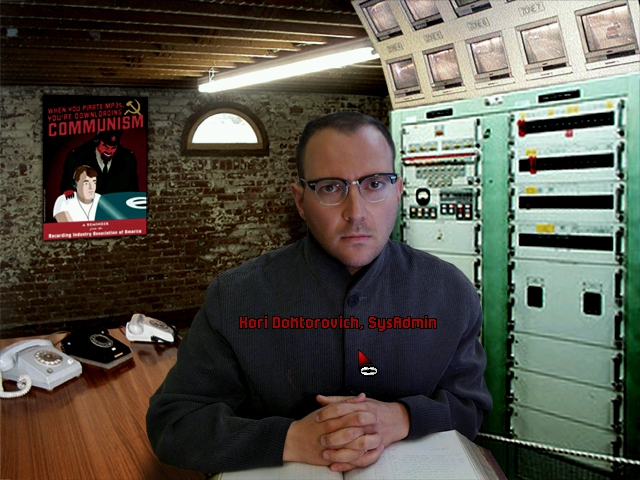
Cory Doctorow als Charakter in monochroms Adventure-Computerspiel „Sowjet-Unterzögersdorf: Sektor 2“ (2009)

### Entstehungsgeschichte
Sowjet-Unterzögersdorf basiert auf einer Idee von monochrom-Gründer Johannes Grenzfurthner. Als Kind verbrachte er viel Zeit in Unterzögersdorf, einer Katastralgemeinde von Stockerau, auf dem Bauernhof seiner Großeltern. Die Geschichten seiner Großeltern über die Zeit des Nationalsozialismus, den daraus resultierenden Zweiten Weltkrieg und die anschließende sowjetische Besatzung initiierte das Projekt. Viele real existierende Gebäude und Sehenswürdigkeiten Unterzögersdorfs sind in die fiktive Geschichte von Sowjet-Unterzögersdorf eingebettet, etwa der Tumulus (Löwenberg), der die umstrittene Grenze zu Oberzögersdorf darstellt. Das auch real angrenzende Dorf spielt generell eine wichtige Rolle, da es das an imperialistischer Übernahme interessierte US-Oberzögersdorf darstellt.

### Philosophie
Die Gruppe monochrom beschäftigt sich seit Jahren mit der Konstruktion, Analyse und Reflexion von alternativen Welten und Geschichtsschreibungsmodellen, in Hinblick auf die Erschaffung von narrativen Welten in der phantastischen Literatur. Das Projekt „Sowjet-Unterzögersdorf“ nennen sie die „Implementierung einer falschen Erinnerung in das österreichische Kulturgedächtnis.“
Die durch die Postmoderne ausgelösten Debatten haben unsere Aufmerksamkeit auf Fragen der Repräsentation und Relevanz von Geschichte und Geschichten gelenkt; so etwa die herausfordernde Proklamation einer post-histoire, die Feststellung der Unmöglichkeit meta-narrativer Geschichtsschreibung; der Bruch zwischen Realität und Zeichensystemen, die Unterschiede zwischen Fakten und Fiktionen, der Status der Ethnografie, die Unmöglichkeit neutraler Beobachtung oder Zeugenschaft sowie die Positionierung subjektiven Bewusstseins in solchen Repräsentationen etc. All diese Formen der Repräsentation stellen zentrale Elemente in der Formierung und Verbreitung nationaler und ethnischer Identitäten seit dem Zweiten Weltkrieg dar.